# Левченко Юрій Володимирович

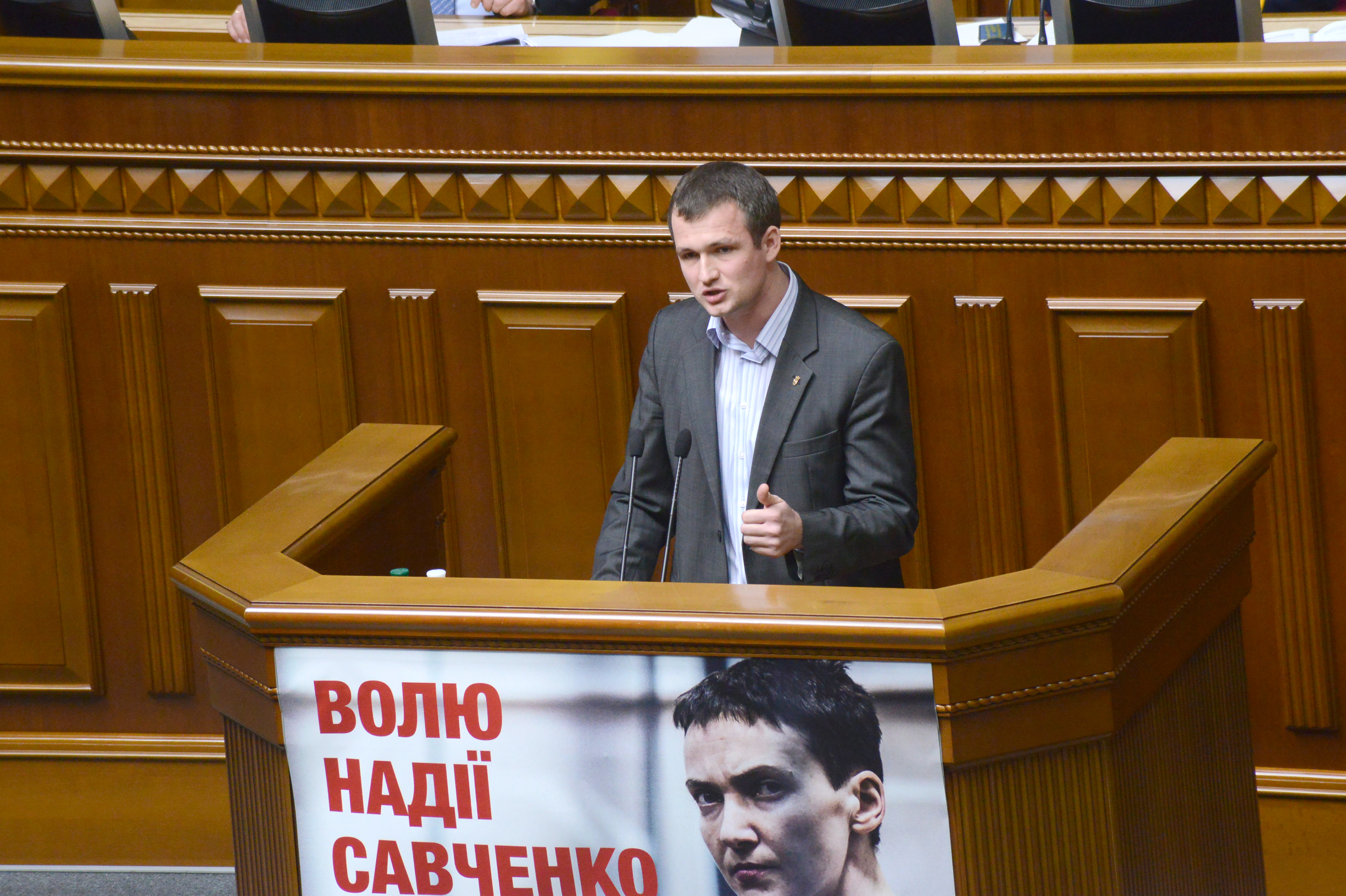
Верховна Рада України 2015

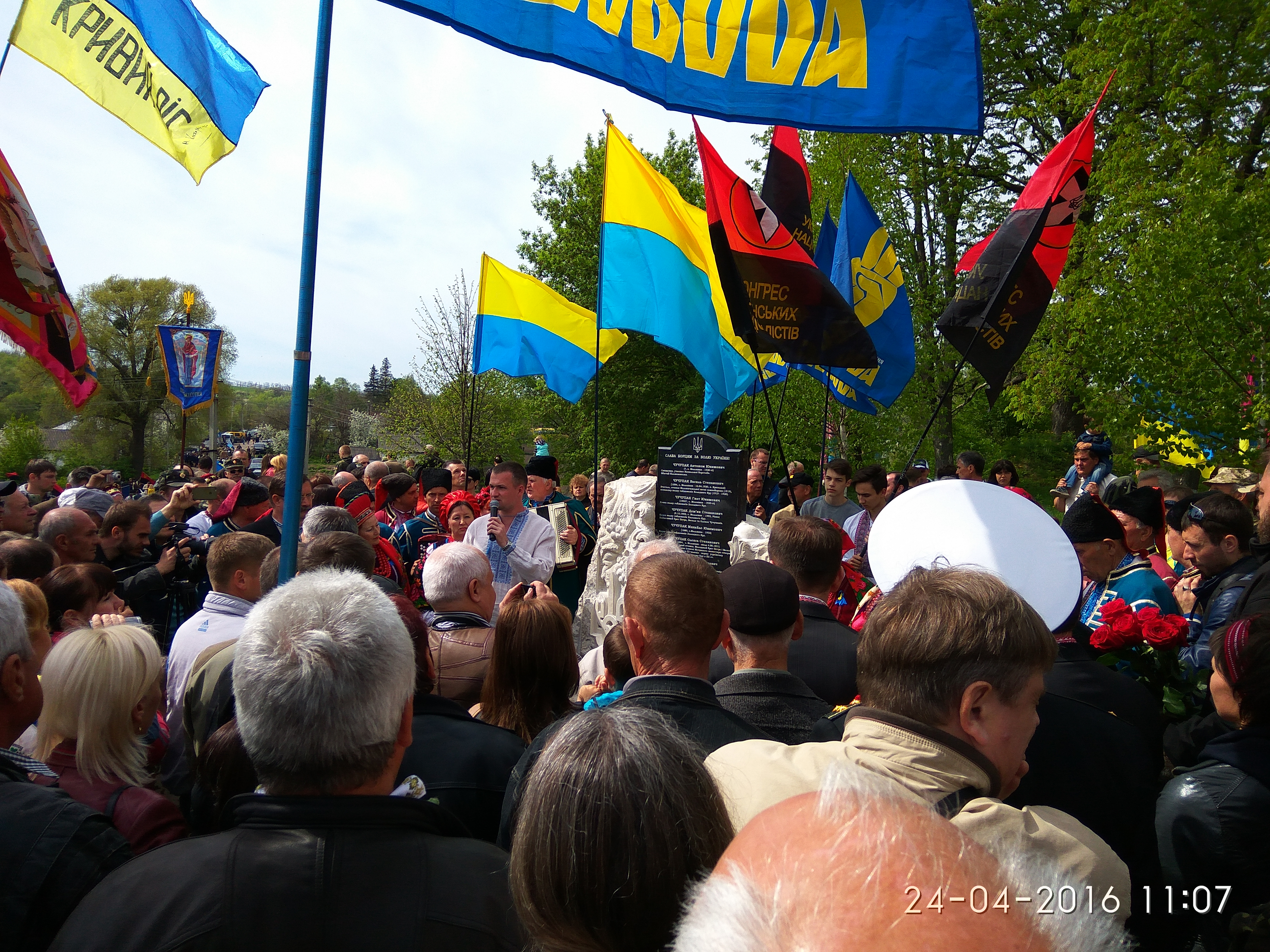
Виголошує промову на відкритті пам'ятника Борцям за волю України Чучупакам у Холодному Яру

Ю́рій Володи́мирович Ле́вченко (нар. 1 жовтня 1984, Вінниця) — український політик. Голова політичної партії «Народовладдя».
Народний депутат України VIII скликання (2014—2019, обраний по в.о. № 223, Шевченківський район м. Києва). Депутат Київської міської ради (червень — листопад 2014).

## Життєпис

### Родина
Народився 1 жовтня 1984 року у Вінниці в родині капітана далекого плавання Володимира Левченка та вчительки біології та географії Наталі Левченко.
Батько Юрія Левченка закінчив Одеську морську академію, після чого 12 років працював на суднах Міністерства морського флоту Радянського Союзу, переважно на Тихому океані. У 1981 році Володимир Левченко стає капітаном далекого плавання, й Міністерство його офіційно затверджує в цьому званні в 1983 році. Тим часом матір Юрія Левченка, яка закінчила Вінницький педагогічний інститут (факультет біології та географії), працює вихователькою в дитячому садку.
Після народження Юрія Левченка його батько дістав посаду в Москві, в управлінні зовнішніх зв'язків Міністерства морського флоту СРСР і займається взаєминами по лінії морського флоту з низкою країн. Після розпаду Радянського Союзу батьки Юрія Левченка автоматично отримують громадянство Росії, оскільки на той момент були прописані в Москві. У 1992 році, після ліквідації міністерства, батько Юрія Левченка знаходить роботу по своїй професії в шиппінгу («shipping» — управління суднами для доставки товарів) на Кіпрі — одному зі світових центрів з шиппінгу, де працює на посадах від менеджера до директора шиппінгової компанії. Тоді родина Левченків назавжди їде з Москви.

### Освіта
Мешкаючи з батьками на Кіпрі, ходив в англійську школу в місті Лімасол. Паралельно, влітку проходив українську шкільну програму в Вінниці та ходив перші кілька місяців навчального року в українську школу неофіційно, пропускаючи навчання на Кіпрі, за наполяганням батька, який не хотів, щоб Юрій відривався від України, адже родина Левченків завжди планувала повернутися на Батьківщину.[неавторитетне джерело]
Освіта вища. У 2005 році з відзнакою закінчив економічний факультет Лондонської школи економіки та політичних наук (Лондонський університет, Велика Британія). За спеціальністю — економіст-фінансист.
У 2007 році закінчив магістратуру з управління в Магдебурзькому університеті імені Отто фон Ґеріке (Німеччина).
Під час навчання працював, по мірі здобутої освіти та досвіду, на багатьох роботах — від офіціанта та охоронця до фінансового консультанта.
Вільно володіє англійською, німецькою та французькою мовами.

### Повернення в Україну
Юрій Левченко отримав російський паспорт за місцем прописки батьків. 2007 року, після закінчення навчання у Лондоні, повернувся в Україну і вийшов із російського громадянства.
Після закінчення роботи Володимира Левченка на Кіпрі, його батьки повертаються в Україну, отримують українське громадянство, відмовляються від російського й мешкають у Вінниці.[неавторитетне джерело]
У квітні 2008 року Юрій Левченко переїздить до Києва. З 2008 до 2011 року працював в інвестиційній компанії «КІНТО».

## Політична діяльність
У 2008—2019 роках член Всеукраїнського об'єднання «Свобода»: керівник кадрової служби Київської міської організації, керівник Шевченківської районної організації у місті Києві, керівник Секретаріату Київської міської організації, керівник Аналітичної служби ВО «Свобода», член Політради ВО «Свобода», радник Голови ВО «Свобода»  Олега Тягнибока  з економічних питань.

### 2010—2013 роки
У жовтні 2010 року, через скасування режимом Януковича місцевих виборів у Києві, балотувався до Вишгородської районної ради й був обраний її депутатом. Будучи депутатом районної ради, підняв питання про незаконність відчуження Віктором Януковичем державної резиденції «Сухолуччя» і подав судовий позов щоб скасувати відповідне рішення Вишгородської районної ради.
На парламентських виборах восени 2012 року Левченко балотувався як єдиний кандидат від об'єднаної опозиції по 223-му виборчому окрузі (Шевченківський район). Він фактично виграв вибори, але внаслідок масштабних фальсифікацій під час підрахунку голосів і зриву цього підрахунку, організованих його опонентом Віктором Пилипишиним, якого підтримувала тодішня влада, на цьому окрузі результат так і не було встановлено. Брав участь у проміжних виборах по 223-му виборчому окрузі у грудні 2013 року. Пилипишиним було організовано масову скупку голосів, а під час підрахунку голосів так само було організовано масштабні фальсифікації, внаслідок чого врешті-решт було визнано перемогу Пилипишина.
У жовтні 2013 року на 27 з'їзді ВО «Свобода» обраний віце-прем'єр-міністром з питань економіки Уряду національної альтернативи та висунутий єдиним кандидатом у народні депутати по 223-му мажоритарному округу на довиборах у Верховну Раду 17 грудня 2013 року.

### Революція ГідностііКиївська міська рада
Брав активну участь у Революції Гідності. З 26 січня 2014 р. — співкомендант центру «Український Дім» на території Євромайдану (спільно з тодішнім депутатом від партії Батьківщина Іваном Стойком). З 20 лютого по 2 березня 2014 — єдиний комендант «Українського Дому».
У травні 2014 бере участь у виборах до міської ради, очолюючи список Київської міської організації Всеукраїнського об'єднання «Свобода».
З травня 2014 — по листопад 2014 — депутат Київської міської ради. Будучи депутатом, активно протидіяв незаконним забудовам. Зокрема, як депутат Київради був третьою стороною у резонансній справі про незаконне виділення Київрадою 147 га землі олігарху Василю Хмельницькому, яку йому вдалося виграти в першій і другій судових інстанціях.
Як депутат Київради Левченко гостро критикував дії Віталія Кличка і фракції «УДАР». Левченко звинуватив Кличка у тому, що контрольована ним більшість у Київраді фактично діяла в інтересах Хмельницького, а не київської громади. Також він наголошував на тому, що до складу Тимчасової контрольної комісії з питань перевірки законності рішень, ухвалених попереднім скликанням Київради, увійшли депутати, які, власне, і були причетні до ухвалення корупційних рішень.

### У Верховній раді
На дострокових виборах до Верховної Ради України у 2014 переміг в одномандатному виборчому округу № 223 (Київ), набравши 37,18 % голосів виборців. Голова підкомітету з питань оцінки законопроєктів щодо впливу на показники бюджету та відповідності бюджетному законодавству Комітету Верховної Ради України з питань бюджету.
За час роботи у Верховній Раді України Юрієм Левченком було зареєстровано 288 проєктів Законів і Постанов. Також ним подано 1975 поправок до законопроєктів (найбільше з-поміж усіх депутатів VIII скликання), з яких 343 враховано повністю, а 295 — частково та редакційно. Також Юрієм Левченком підготовлено і скеровано 6150 депутатських звернень і 345 депутатських запитів. Ним було виголошено 850 виступів під час пленарних засідань.
Зокрема, у липні 2017 року з ініціативи Левченка було зареєстровано законопроєкт про внесення змін до Конституції щодо скасування депутатської недоторканності; у жовтні 2017 виступив ініціатором законопроєкту, спрямованим на надання громадянам реальної можливості відкликати депутатів місцевих рад, які втратили довіру громади; у липні 2018 ініціював проєкт Постанови про створення Національного музею «Центр Середньовічного Міста» на Поштовій площі у місті Києві тощо.
6 жовтня 2017 року в сесійній залі Юрій Левченко підпалив димову шашку біля трибуни Верховної Ради з метою зірвати голосування за президентський законопроєкт № 7164 «Про створення необхідних умов для мирного врегулювання ситуації в окремих районах Донецької та Луганської областей».
Гостро критикував порушення Регламенту Верховної Ради, зокрема, повторні голосування щодо раніше відхилених законопроєктів, «бюджетні ночі» урядів Яценюка і Гройсмана тощо.
За зверненнями Юрія Левченка правоохоронними органами було порушено низку кримінальних проваджень щодо корупційних діянь високопосадовців, зокрема Київського міського голови Віталія Кличка, його заступників та депутатів Київради.
За зверненнями та судовими позовами Левченка було зупинено низку незаконних забудов в Києві. Зокрема, під час одного із протистоянь на незаконній забудові на вулиці Половецькій у Шевченківському районі Києва в ніч з 8 на 9 березня 2018 року, найняті забудовником «тітушки» жорстоко побили Юрія Левченка та місцевих мешканців. Нардеп отримав струс мозку та хімічний опік очей, йому зламали ніс і він був госпіталізований. Після цього він місяць лежав у лікарні. Тоді ж побили депутата Київради Святослава Кутняка.

### 2019—2020 роки
У 2019 році балотувався до Верховної Ради по 223 округу (Шевченківський район міста Києва) від ВО «Свобода» як член партії. 5 листопада того ж року заявив про вихід з ВО «Свобода». Разом із ним з партії та однойменної фракції у Київській міській раді вийшли її депутати та експомічники Левченка Прохор Антоненко та Святослав Кутняк.
23 січня 2020 Левченко оголосив про рішення балотуватися на міського голову Києва.
27 липня 2020 року очолив Політичну партію «Народовладдя» і заявив про намір цієї політичної сили брати участь у виборах до Київради восени 2020 року.

## Позиція
У своєму виступі у Верховній Раді 6 жовтня 2017 року щодо законопроєкту № 7164 «Про створення необхідних умов для мирного врегулювання ситуації в окремих районах Донецької та Луганської областей» Левченко, зокрема, сказав:

| Те, що зараз відбувається в цій сесійній залі, це є свідчення того, що переважна більшість народних депутатів забули про ту присягу, яку вони складали три роки тому. Про ту присягу, в якій вони обіцяли захищати інтереси української нації, боронити українську Конституцію. Більшість народних депутатів забули про цю присягу. Тільки що був ухвалений, незаконно, в першому читанні, але незаконно був проголосований законопроєкт 7163, який дозволяє торгівлю з окупантами. Який насправді не фіксує Росію як реального окупанта, а тільки дає декларативні норми, а Україна і далі буде відповідальна за всі соціально-економічні питання на окупованих територіях. А тепер пропонується ухвалити 7164, ганебний проєкт Президента, яким він пропонує продовжити дію на рік федеративного закону, який був ухвалений минулим скликанням, незаконно. Вимикали табло, вимикали трансляцію Ради, нормальні закони так не ухвалюються. А чому ухвалювали саме таким чином? А тому, що в тому законі прописується народна міліція для бойовиків, народна прокуратура для бойовиків. В тому законі прописується можливості прямого зв'язку бойовиків з Російською Федерацією, по суті, немає у нас одної… не буде у нас одної політики міжнародної, а виключно вони будуть вирішувати з ким і як зв'язуватись. В тому законі прописана амністія для злочинців, які вбивають наших героїв наших на сході, в тому законі це все прописано. Якщо ви зараз за це проголосуєте, якщо навіть це обговорюєте, то ви забули про свою присягу, ви є всі зрадники української нації і вам треба розходитись…[32] |
Під час розгляду змін до механізму державних закупівель 23 листопада 2018 року нардеп Левченко заявив, що в сесійній залі неможливо перебувати через стійкий запах перегару:

| Перше, що відчуваєш, коли входиш в зал, це запах перегару. Тут наливали і відверто вживали алкогольні напої… Коли ви почнете приймати нормально закони замість того, щоб в цьому сесійному залі бухати?[23] |
5 листопада 2019, оголошуючи про вихід з ВО «Свобода» він заявив: 
| Я не збираюся бігати по різноманітних партіях. Навпаки, планую взяти відповідальність на себе та на нашу команду.[33] | Згодом, висуваючи свою кандидатуру на посаду мера Києва він, зокрема, сказав: 
| Перед нами стоїть складне завдання, але вірю, що спільними зусиллями ми зможемо перемогти і нарешті забезпечити Києву нормальну владу, яка буде думати про інтереси киян, а не своєї кишені.[34] |
Юрій Левченко є послідовним опонентом Київського міського голови Віталія Кличка, а також часто критикує Президента України Володимира Зеленського та «слуг народу» за непослідовність та невиконання передвиборчих обіцянок. Зокрема, на думку Левченка, обіцяне «слугами народу» народовладдя виявилось бутафорією. Він стверджує, що законодавчі ініціативи Володимира Зеленського та «слуг народу» не мають стосунку до справжнього народовладдя.

## Благодійна діяльність
Починаючи з 2015 року Левченко підтримує Міжнародний конкурс знавців української мови імені Петра Яцика, для відзначення переможців якого він заснував премію імені Євгена Маланюка. Також Левченко підтримує відомий фестиваль «Ше.Fest» і Міжнародний рок-фестиваль «Дунайська Січ» (м. Ізмаїл, Одеська область).